# Lokalise
Lokalise — компания, предоставляющая облачную систему управления переводами. Компания была основана в Риге в 2017 году, и на момент 2021 года в ней работает более ста двадцати человек из двадцати трёх стран.

## История
Компания Lokalise была основана в 2017 году Ником Устиновым и Петром Антроповым. В 2020 году компания впервые привлекла сторонние инвестиции в размере шести миллионов долларов в раунде серии А. Три года до этого компания существовала только на собственные средства.
Основатели приняли решение привлечь сторонние инвестиции для того, чтобы ускорить рост компании на рынке; общая сумма инвестиций оказалась одной из самых крупной среди всех латвийских стартапов. В том же 2020 году компания перешла на полностью удалённый режим работы.
Начиная с 2020 года Ник Устинов является членом технологического совета Forbes.
В том же 2020 году Lokalise была включена в список ста европейских облачных компаний, чья стоимость оценивается Accel ниже одного миллиарда долларов.
Sifted также включил Lokalise в список «Европейские стартапы, которые ждёт взрывной рост в 2021 году».
Осенью 2023 года Ник Устинов официально объявил, что теперь будет занимать должность Chief Innovation Officer, а новым генеральным директором назначается Софи Киршнан.

## Продукт и клиенты
Сервис был создан в первую очередь для «технически ориентированных команд, которые разрабатывают приложения для iOS, Android, web-сервисы, игры, программы для Интернета вещей, цифровой контент и программное обеспечение в общем». Помимо функционала, который ускоряет и упрощает процесс работы с переводами, критики отмечают «основанный на web редактор переводов с возможностью совместной работы, возможность создания кросс-платформенных проектов и ключей для переводов, автоматическое считывание текстов со скриншотов и их связь с существующими ключами, а также множество плагинов и интеграций со сторонними сервисами». Осенью 2023 года в продукт была интегрирована система искусственного интеллекта для создания переводов и проверки качества текстов.
Lokalise используется разработчиками, менеджерами проектов, продуктов и переводов, а также дизайнерами, маркетологами, переводчиками и контент-менеджерами.
На момент 2021 года число пользователей Lokalise составляло 2000 команд из восьмидесяти стран, а к осени 2023 года это число достигло 3000. В число клиентов входят такие компании как Amazon, Gojek, Depositphotos, Revolut, Yelp, Virgin Mobile и Notion.